# 克雷瓦尔科雷
克雷瓦尔科雷是意大利艾米利亚-罗马涅大区博洛尼亚省的一个镇。